# Fushimi Lake
Fushimi Lake är en sjö i Kanada.   Den ligger i Cochrane District och provinsen Ontario, i den sydöstra delen av landet, 800 km nordväst om huvudstaden Ottawa. Fushimi Lake ligger 233 meter över havet. Arean är 14,3 kvadratkilometer. Den sträcker sig 7,1 kilometer i nord-sydlig riktning, och 7,5 kilometer i öst-västlig riktning.
I omgivningarna runt Fushimi Lake växer i huvudsak blandskog. Trakten runt Fushimi Lake är nära nog obefolkad, med mindre än två invånare per kvadratkilometer.